# Gymnostachyum cumingianum
Gymnostachyum cumingianum là một loài thực vật có hoa trong họ Ô rô. Loài này được Nees mô tả khoa học đầu tiên năm 1847.